# 第一洛佐瓦
49°52′31″N 37°31′27″E / 49.87528°N 37.52417°E
第一洛佐瓦（烏克蘭語：Лозова Перша）是位於烏克蘭東部的村莊，由哈爾科夫州庫皮揚斯克區的德沃里奇纳市镇負責管轄。該村始建於1932年，面積0.14平方公里，海拔高度103米，2001年人口12，人口密度每平方公里87.6人。